# Vernon Reid
Vernon Reid (Londres, 22 de agosto de 1958) é um guitarrista britânico, compositor e maestro. Mais conhecido como o fundador e principal compositor da banda Living Colour, Reid foi nomeado 66º na 100 Greatest Guitarists of All Time (100 Melhores Guitarristas de Sempre) da Rolling Stone.
O crítico Steve Huey, escreveu:
"... o desenfreado ecletismo de Reid engloba tudo, desde heavy metal e punk ao funk, R&B até o jazz avant-garde, sua anárquica e seus solos ultra rápidos se tornaram sua marca registrada".

## Vida e carreira
Reid nasceu em Londres, Inglaterra, mas cresceu em Nova Iorque, onde vive até hoje. Ele ganhou destaque na década de 1980, na banda do baterista Ronald Shannon Jackson. Em 1984, formou o Smash & Scatteration, um duo com o guitarrista Bill Frisell. Em 1985, Reid co-fundou a Black Rock Coalition com o jornalista Greg Tate e o produtor Konda Mason. Reid passou a ser um dos mais respeitados guitarristas da cena underground de Nova Iorque. Mas, o sucesso e a projeção só foram alcançados cinco anos depois com sua banda formada em 1983: Living Colour.

### Living Colour
Desde então, Reid é mais conhecido por liderar a banda que toca hard rock e funk metal. Entre os destaques de Reid com o Living Colour estão um disco de platina duplo pelo álbum de estréia "Vivid", 1988; ganhar por dois anos consecutivos os Grammy Awards na categoria de melhor performance de hard rock; a abertura para os shows dos Rolling Stones na turnê de 1989, "Steel Wheels" Tour; e apresentações na primeira edição do Lollapalooza, no verão de 1991.

## Discografia
- Smash & Scatteration (com Bill Frisell) (1984)
- Mistaken Identity (1996)
- GTR OBLQ (com Elliott Sharp e David Torn) (1998)
- This little room (2000) (não foi lançado)
- Front End Lifter - Yohimbe Brothers (2002)
- Right Back - Mitch Winston and the Band of Natural Selection (2002)
- Known Unknown (2004)
- The Tao Of Yo - Yohimbe Brothers (2004)
- Other True Self (2006)
- Urban Mythology Volume 1 - Free Form Funky Freqs (2007)